# Daseochaeta meta
Daseochaeta meta är en fjärilsart som beskrevs av Embrik Strand 1921. Daseochaeta meta ingår i släktet Daseochaeta och familjen nattflyn. Inga underarter finns listade i Catalogue of Life.